# Wiktorija Albertowna Demtschenko
Wiktorija Albertowna Demtschenko (russisch Виктория Альбертовна Демченко; * 26. November 1995 in Tschussowoi) ist eine russische Rennrodlerin.
Wiktorija Demtschenko ist die Tochter des ehemaligen Rennrodlers Albert Demtschenko, der zugleich ihr Trainer ist. Sie lebt in Dmitrow.

## Juniorinnen
Demtschenko bestritt ihre ersten internationalen Rennen bei den ersten Olympischen Jugend-Winterspielen 2012 in Innsbruck. Hier erreichte sie den 20. Platz. Obwohl ihre Teamkameradin Ekaterina Katnikowa als Siebte weitaus besser platziert war, konnte Demtschenko auch das Teamrennen fahren und verpasste hier als Vierte knapp eine Medaille. Regelmäßig kam sie bei den Juniorinnen international ab der Saison 2012/13 zum Einsatz. Ihr erstes Rennen bestritt sie im Dezember 2012 auf der Kunsteisbahn Königssee, wo sie ebenso wie im Januar 2013 bei den Juniorenweltmeisterschaften in Park City 13. wurde. Mit der Teamstaffel, zu der auch Maxim Arawin gehörte, wurde sie Siebte. Gut eine Woche später erreichte sie mit Rang neun in Calgary ihr erstes Top-Ten-Resultat. Zum Ende der Saison erreichte sie als Drittplatzierte mit der russischen Staffel in Igls erstmals auf das Podest. Beim letzten Saisonrennen kam sie in Sotschi auch bei den Frauen im Weltcup zum Einsatz. Im Nationencuprennen wurde sie 13. und qualifizierte sich damit für das eigentliche Weltcuprennen. Hier wurde sie jedoch disqualifiziert. Mit 30 Punkten im Nationencup wurde sie 43. der Wertung, im Weltcup blieb sie noch ohne Punkte.
Zum Auftakt der Saison 2013/14 belegte Demtschenko vor Jessica Tiebel und Julia Taubitz den zweiten Platz und musste sich einzig Angelique Fleischer geschlagen geben. Anschließend folgten in Whistler und Park City zwei Einsätze im Weltcup der Frauen. Nach jeweils 12. Plätzen im Nationencup erreichte sie in den Weltcuprennen den 20. und den 19. Platz und damit ihre ersten Weltcuppunkte. Mit 43 Punkte war sie am Ende 39. der Gesamtwertung. Im weiteren Saisonverlauf kam sie wieder im Juniorinnen-Weltcup zum Einsatz. In Sigulda schaffte sie wieder der Sprung auf das Podium. Hinter Fleischer wurde Demtschenko Zweite und damit zugleich zweite der Junioreneuropameisterschaften, die in dem Rennen zugleich ausgetragen wurden. Nach Rang drei in Königssee und vier in Oberhof verliefen die Juniorenweltmeisterschaften in Igls mit Rang zehn eher enttäuschend. In der Gesamtwertung der Juniorinnen war sie trotz zweier verpasster Rennen mit 300 Punkten Sechste.
Die Saison 2014/15 wurde Demtschenkos letzte Saison bei den Juniorinnen. In Whistler belegte sie nach einem sechsten Rang in einem zweiten Rennen als Dritte erneut einen Podiumsplatz. In Park City wurde sie hinter Jessica Tiebel Zweite, mit der Staffel, zu der auch Roman Repilow gehörte, gewann sie ihr erstes internationales Rennen. Bei den Juniorenweltmeisterschaften 2015 in Lillehammer musste sie sich einzig Jessica Tiebel geschlagen geben und gewann vor Sandra Robatscher die Silbermedaille. Auch im Teamstaffelrennen gewann sie Silber. Das Rennen in Oberhof war zugleich die Europameisterschaft, auch hier musste Demtschenko sich erneut nur Tiebel geschlagen geben. Im Teamstaffelrennen gewann sie mit Repilow und dem Doppel Evgeny Evdokimov und Alexey Groshevn die Goldmedaille. Daneben kam sie auch mehrfach bei den Frauen im Nationencup des Weltcups zum Einsatz, wo sie als zusätzliche Starterin ohne Qualifikationsmöglichkeit für den Weltcup eingesetzt wurde. Zum Saisonauftakt in Igls, wo traditionell viele Athletinnen antreten, wurde sie 24., am Königssee 12., in Lillehammer Vierte und in Sotschi zum Weltcupfinale fuhr sie als Dritte hinter Miriam Kastlunger und Ekaterina Katnikowa erstmals auf das Podium. In der Gesamtwertung belegte sie mit 179 Punkten Rang 17. In Sotschi hatte sie auch die Möglichkeit, sich für das Hauptrennen zu qualifizieren, in dem sie Achte wurde und damit ihr erstes Ergebnis unter den besten zehn im Weltcup der Frauen erreichte. Mit 42 Punkten wurde sie bei nur einem gefahrenen Rennen 33. der Gesamtwertung.

## Frauen
Seit der Saison 2015/16 startet Demtschenko dauerhaft im Rennrodel-Weltcup der Frauen. Mit ihrer Fahrweise erinnert sie an ihren Vater. Oft gestaltet sie ihre Rennen in einer risikobehafteten Weise, die entweder ein sehr gutes, oder sehr schlechtes Ergebnis zur Folge hat. Auch Stürze kommen dabei immer wieder vor.
Ihre erste komplette Weltcupsaison begann Demtschenko mit einem 17. Rang zum Saisonauftakt in Igls. Es folgten elfte Ränge in Park City im Einzelrennen wie auch im Sprintrennen, für das sie sich erstmals qualifizierte. Sie entwickelte sich zu einer Spezialistin für Sprints, hier erreichte sie häufig bessere Ergebnisse als in den Einzelrennen. So konnte sie sich bei der nächsten Weltcupstation in Calgary nach einem 14. Platz knapp für das Sprintrennen qualifizieren. Dort erreichte sie ihre erste Top-Ten-Platzierung. In Sigulda konnte sie die Platzierung als Siebte erneut verbessern, bevor sie in Oberhof als 15. erneut nur knapp die Qualifikation für den Sprint schaffte, in dem sie sich wieder auf den zehnten Platz verbesserte. Es folgten die Weltmeisterschaften 2016 am Königssee, bei denen Demtschenko den zehnten Platz erreichte. In der U-23-Sonderwertung gewann sie hinter Julia Taubitz und Summer Britcher die Bronzemedaille. Auf ihrer Heimbahn in Sotschi musste sie sich nur ihrer Landsfrau Tatjana Iwanowa geschlagen geben und erreichte erstmals das Podium im Weltcup. In Altenberg belegte sie Platz sieben, bei den gleichzeitigen Europameisterschaften 2016 wurde sie Fünfte. Am Ende der Saison belegte Demtschenko sowohl im Gesamtweltcup, als auch in der separaten Sprintweltcup-Wertung die neunten Plätze.
In der Saison 2016/17 kam Demtschenko erst ab dem Rennen zum Jahresbeginn am Königssee zum Einsatz. Hier wurde sie 15. Es waren zugleich die Europameisterschaften 2017, in dieser Wertung wurde sie Zehnte. In Sigulda gewann sie zunächst das Nationencup-Rennen, anschließend wurde sie Vierte des Einzels und schließlich Dritte im Sprintrennen hinter Tatjana Iwanowa und Natalie Geisenberger. Bei den Weltmeisterschaften 2017 in Igls erreichte Demtschenko Platz 13, in der U-23-Wertung erneut hinter Britcher und Taubitz den dritten Platz. Mit 219 Punkten wurde sie trotz verpasster erster Saisonhälfte in der Gesamtwertung 19.
2017/18 begann Demtschenko ihre Saison mit durchwachsenen Resultaten. Nach Rang neun zum Saisonauftakt in Igls folgte ein 18. Platz in Winterberg. Bis zum Rennen am Königssee konnte sie sich nie besser als Platz 12 platzieren, am Königssee wurde sie gar nur 23. Bei der folgenden Weltcupstation in Oberhof wurde sie zwar auch nur 12., konnte aber als Zweite im Nationencup wieder ein gutes Ergebnis vorweisen. Eine Woche später gewann sie das Nationencuprennen in Lillehammer und erreichte im folgenden Weltcuprennen als Fünftplatzierte ihr bestes Saisonergebnis. Im Gesamtweltcup wurde sie mit 337 Punkten 15., in der Gesamtwertung des Nationencup erreichte sie den zweiten Platz hinter Raluca Strămăturaru. Für den Saisonhöhepunkt die Olympischen Winterspiele von Pyeongchang wurde Demtschenko eine Einladung durch das Internationale Olympische Komitee verweigert.

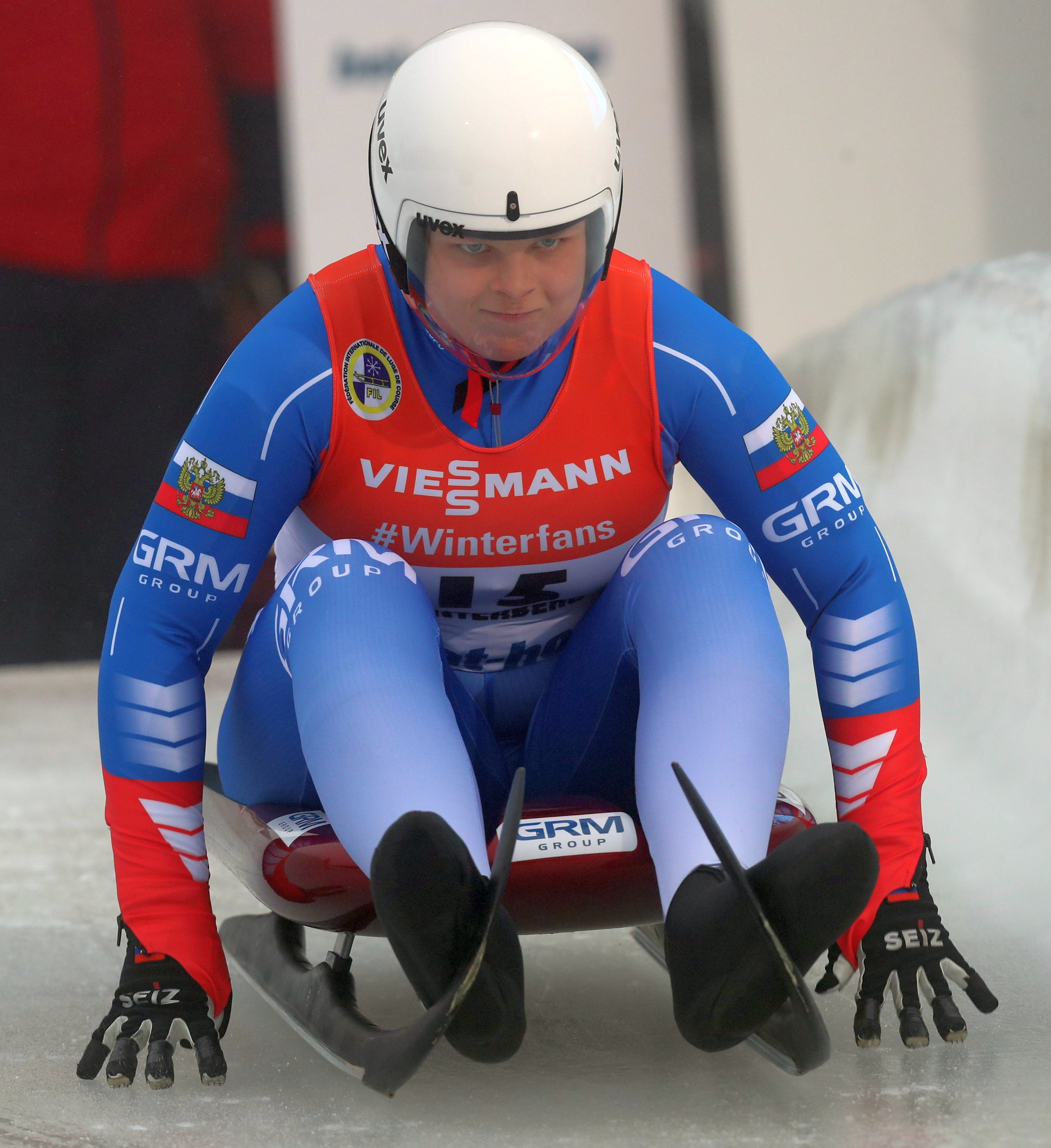
Demtschenko am Start bei den Weltmeisterschaften 2019

Ihren endgültigen Durchbruch in die Weltspitze schaffte Demtschenko in der Saison 2018/19. Sie gewann die Nationencuprennen in Lake Placid, am Königssee, in Altenberg, Oberhof und Sotschi, zudem gewann sie die Gesamtwertung dieser Rennserie. Zum Auftakt der Saison in Igls wurde sie im Weltcuprennen Siebte. In Altenberg kam sie hinter Sandra Robatscher und Natalie Geisenberger auf den dritten Platz. Weniger gut waren die Ergebnisse bei den Weltmeisterschaften 2019 in Winterberg und den Europameisterschaften 2019 in Oberhof. Dort erreichte sie jeweils Platz 13 und 12. Auf ihrer Heimbahn in Sotschi wurde sie zum Saisonfinale im Einzelrennen hinter Natalie Geisenberger Zweite, das Sprintrennen gewann sie vor Dajana Eitberger ebenso wie das Teamstaffelrennen an der Seite von Semjon Pawlitschenko sowie dem Doppel Alexander Denissjew & Wladislaw Antonow. Es waren Demtschenkos erste Weltcupsiege. In der Gesamtwertung erreichte sie mit 420 Punkten Rang neun. Eine bessere Platzierung verhinderten Stürze in Calgary und bei widrigen Wetterbedingungen ein Sturz am Königssee. Der Sturz führte zu einem Schädel-Hirn-Trauma und sie verpasste das folgende Rennen in Sigulda.
Nachdem Demtschenko 2019 erneut durchwachsen als 12. in Igls in den Rennrodel-Weltcup startete, erreichte sie auf den Weltcupstationen in Übersee erneut Spitzenergebnisse. In Lake Placid wurde sie hinter Julia Taubitz und Emily Sweeney Dritte, im Sprintrennen Sechste, in Whistler hinter Tatjana Iwanowa und Anna Berreiter erneut Dritte und im Sprintrennen Vierte. In der kompletten restlichen Saison platzierte sie sich nie schlechter als als Achte, zudem hatte sie in keinem Rennen einen Ausfall zu verzeichnen. Bei den Europameisterschaften 2020 in Lillehammer gewann sie hinter Iwanowa und Taubitz die Bronzemedaille und damit ihre erste internationale Medaille. Das gleichzeitige Weltcuprennen beendete sie wie auch die Rennen in Sigulda und Winterberg als Vierte. Beim Sprintrennen von Sigulda musste sich Demtschenko einzig Julia Taubitz geschlagen geben. Weitere Podiumsplatzierungen erreichte sie im weiteren Saisonverlauf am Königssee als Dritte im Einzelrennen wie mit Semjon Pawlitschenko sowie dem Doppel Wladislaw Juschakow & Juri Prochorow im Teamstaffelrennen. In der Gesamtwertung des Weltcups wurde sie hinter Taubitz und Iwanowa ebenso wie in der Gesamtwertung des Sprintweltcups Dritte. Bei den Weltmeisterschaften 2020 auf ihrer Heimbahn in Sotschi gewann sie hinter ihrer langjährigen Rivalin aus Jugendzeiten, Jekaterina Katnikowa, und Julia Taubitz die Bronzemedaille. Im Sprintrennen wurde sie Fünfte.
Zum Auftakt in die durch die COVID-19-Pandemie eingeschränkte Saison 2020/21 startete Demtschenko in Igls, hatte aber – wie alle russischen Starter abgesehen von Katnikowa – keinen besonders guten Start. Im ersten Rennen erreichte sie zwar als Achte noch einen achtbaren Rang, im darauf aufbauenden Sprint-Rennen erreichte sie nach einem schwachen Lauf jedoch nur den 15. und damit letzten Platz. Im folgenden Weltcuprennen in Altenberg stürzte sie. Nachdem sie bei der Weltcupstation Oberhof I Siebte wurde, enttäuschte sie mit Platz 24 in Winterberg und verpasste es, ihren Platz in der Gesetztenliste zu sichern. Am Königssee musste sie daher die Weltcup-Qualifikation über den Nationencup absolvieren, wo sie mit Platz 2 überzeugen konnte; Platz 6 im anschließenden Weltcuprennen führte sie zurück in die Liste der Gesetzten. Das beste Saisonergebnis erzielte sie im Rahmen der Europameisterschaften 2021 in Sigulda, wo die Bronzemedaille im Weltcuprennen und der EM-Wertung erzielen konnte. Nachdem bei der Weltcupstation Oberhof II erneut ein siebter Platz als Ergebnis stand, folgten in Igls II Platz 9 in der klassischen Disziplin und Platz 14 im Sprint. Beim Saisonhöhepunkt, den Weltmeisterschaften 2021 am Königssee überzeugte sie mit einem fünften Platz im Sprint, stürzte aber im Einsitzerrennen der klassischen Disziplin bereits im ersten Lauf. Das von widrigen Wetterbedingungen begleitete Weltcupfinale in St. Moritz–Celerina
beendete sie als 23., was in der Gesamtwertung des Weltcups den zehnten Platz bedeutete.